# Lichenophanes numida
Lichenophanes numida is een keversoort uit de familie boorkevers (Bostrichidae). De wetenschappelijke naam van de soort is voor het eerst geldig gepubliceerd in 1899 door Pierre Lesne.